# Paropsiopsis bipindensis
Paropsiopsis bipindensis är en passionsblomsväxtart som beskrevs av Ernest Friedrich Gilg. Paropsiopsis bipindensis ingår i släktet Paropsiopsis och familjen passionsblomsväxter. Inga underarter finns listade i Catalogue of Life.